# Noor Inayat Khan
Noor Inayat Khan (hindustani (urdu): نور عنایت  خان, devanāgarī: नूर इनायत ख़ान), född 1 januari 1914 i Moskva, död 13 september 1944 i koncentrationslägret Dachau, var en indisk-amerikansk SOE-agent som postumt tilldelades Georgskorset, Storbritanniens högsta civila utmärkelse.

## Biografi
Inayat Khan rekryterades till Special Operations Executive och dess Section F (Frankrike) och påbörjade sin träning i februari 1943. Hon talade franska flytande och var erfaren radiooperatör. I juni 1943 hoppade hon fallskärm över norra Frankrike och möttes av SOE-agenten Henri Déricourt. Hon åkte till Paris och tillsammans med två andra kvinnor, Diana Rowden och Cecily Lefort, anslöt hon sig till nätverket Physician. Inom kort grep tyska Sicherheitsdienst (SD) samtliga radiooperatörer i nätverket, utom Inayat Khan, som då blev den mest eftersökta brittiska agenten i Paris. Trots SD:s intensiva spaningsinsatser kunde Inayat Khan fortsätta att förse London med radiomeddelanden.
Inayat Khan blev angiven till tyskarna och greps omkring den 13 oktober 1943 och förhördes i SD:s högkvarter på Avenue Foch. Hon förhördes under en månad men gav inte tyskarna någon information. SD påträffade dock hennes anteckningsböcker. Inayat Khan vägrade att avslöja sina hemliga koder, men SD kunde trots detta sända falska meddelanden till London. Man förmodade att dessa meddelanden var genuina, vilket bland annat ledde till att flera brittiska agenter greps och avrättades.
I slutet av november 1943 rymde Inayat Khan från SD:s högkvarter tillsammans med två andra agenter, men de greps inom kort. Hon fördes till Pforzheim i Tyskland och placerades fjättrad i isoleringscell. Nästan tio månader senare, i september 1944, transporterades Inayat Khan till koncentrationslägret Dachau. Den 13 september dödades Inayat Khan och tre andra SOE-agenter – Yolande Beekman, Eliane Plewman och Madeleine Damerment – med nackskott. Hennes sista ord var "Liberté".